# Campus Municipal de Maldonado
El Campus Municipal de Maldonado es un complejo deportivo en la ciudad de Maldonado, Uruguay.

## Características
Cuenta con un estadio de fútbol llamado Estadio Domingo Burgueño Miguel, construido sobre una cancha ya existente para la Copa América 1995, con capacidad para 22.000 espectadores. Sus instalaciones cuentan además con una pista de atletismo, tres canchas de tenis, un piscina olímpica, una cancha de básquetbol, un gimnasio y una cancha de frontón.
La piscina del Campus es la primera de tamaño olímpico en Sudamérica, y fue sede del Campeonato Sudamericano de Natación en las ediciones 1994 y 2004. El Estadio Domingo Burgueño Miguel es la cancha donde juegan de locales Club Deportivo Maldonado y Atenas de San Carlos. También  alberga anualmente el Seven de Punta del Este, un torneo que formó parte de la Serie Mundial de Seven de la IRB y actualmente es uno de los principales eventos de seven de Sudamérica.
El Campus es el centro deportivo de la ciudad, donde se practican numerosas disciplinas a alto nivel y donde se han formado varios de los deportistas fernandinos, entre ellos Déborah Rodríguez y Andrés Silva.
Cuenta con instalaciones para la prensa con 100 accesos telefónicos individuales, una sala vip para 500 personas, y posibilidad de albergue de hasta cuatro delegaciones con salas de precalentamiento, masajes y gimnasio.
En sus instalaciones también tienen lugar eventos de otros ámbitos, como el artístico o el religioso (Jornada Nacional de la Juventud Católica).

## Galería

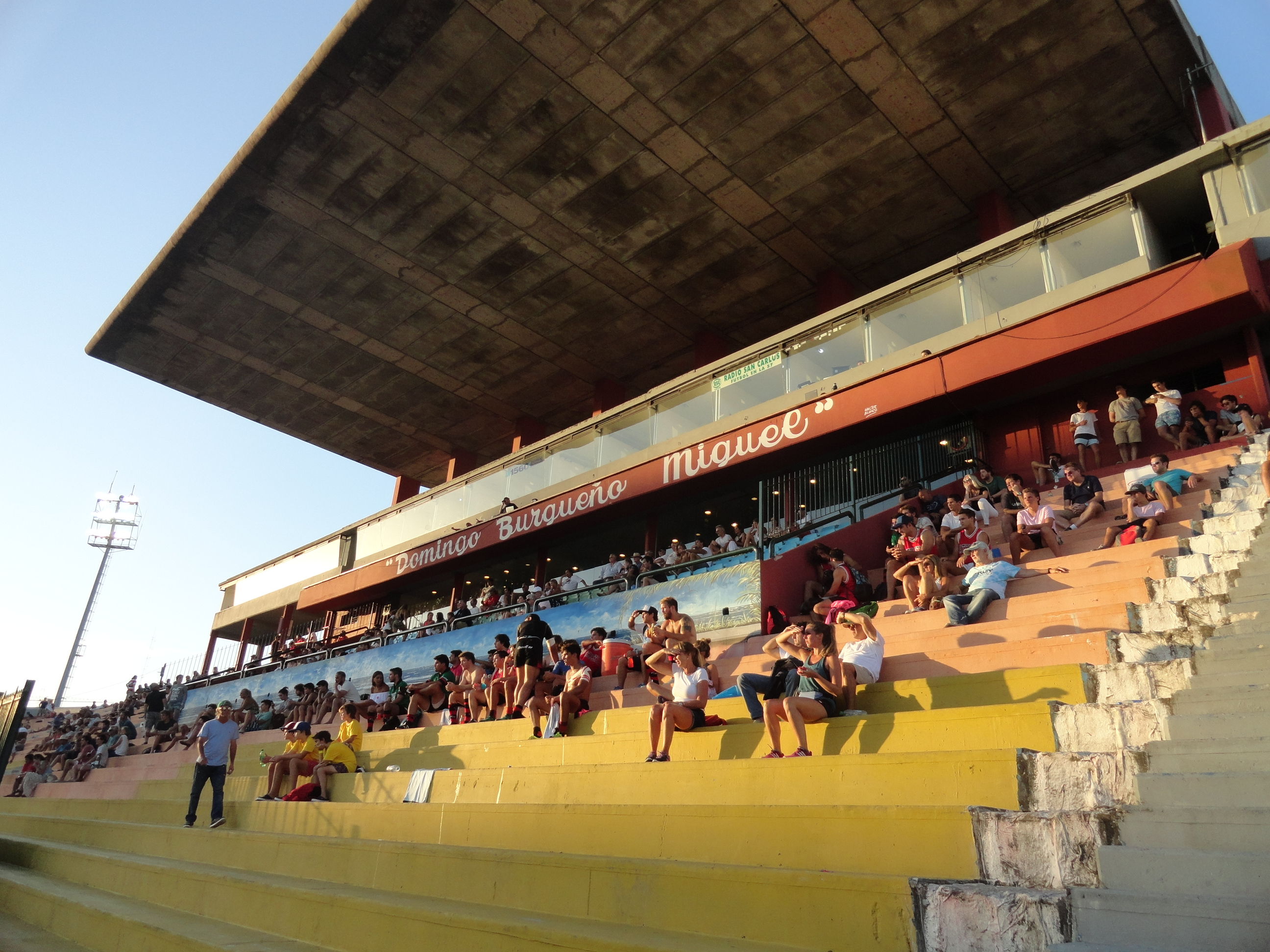
Estadio Domingo Burgueño Miguel
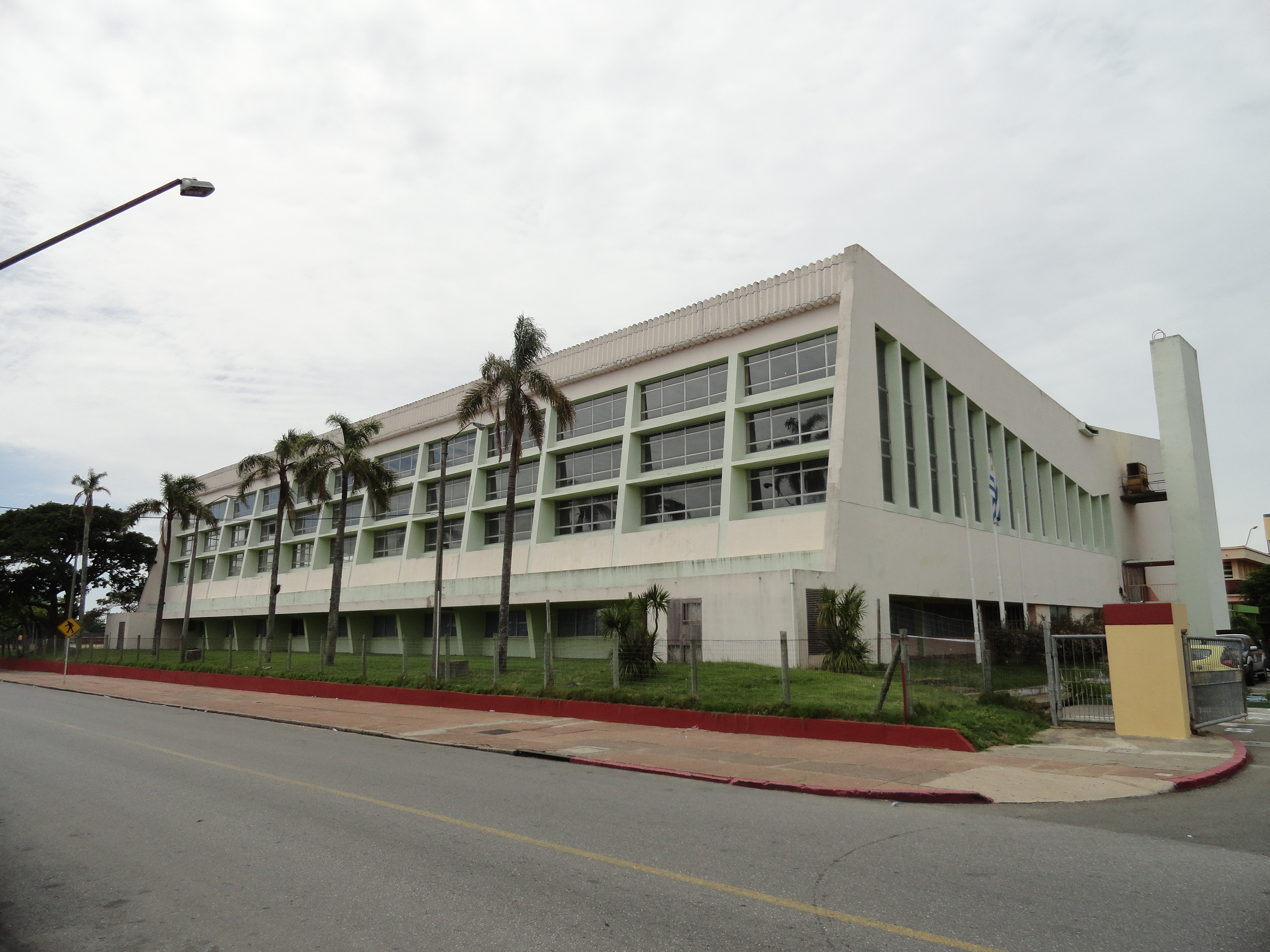
Piscina
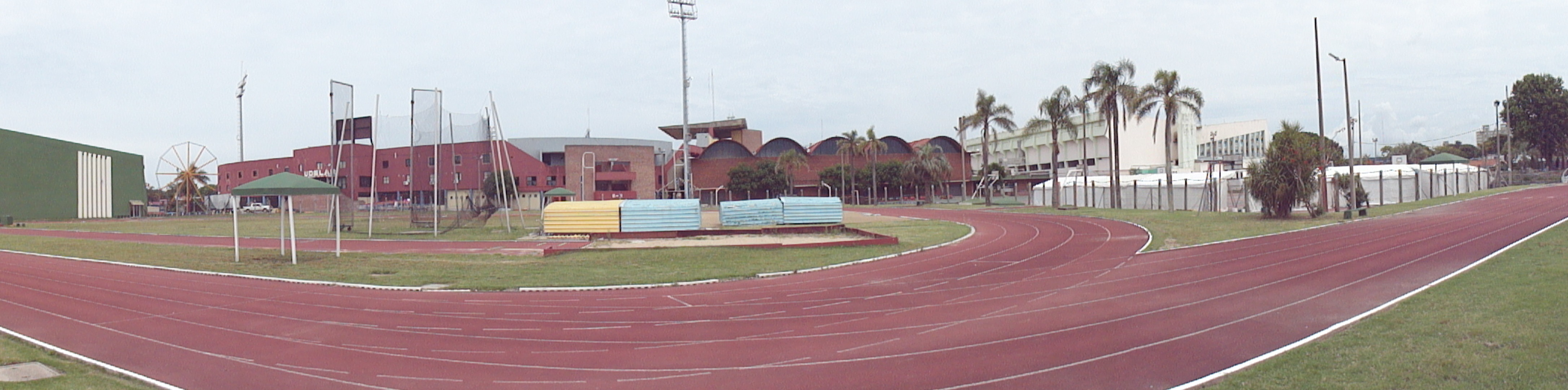
Pista de atletismo
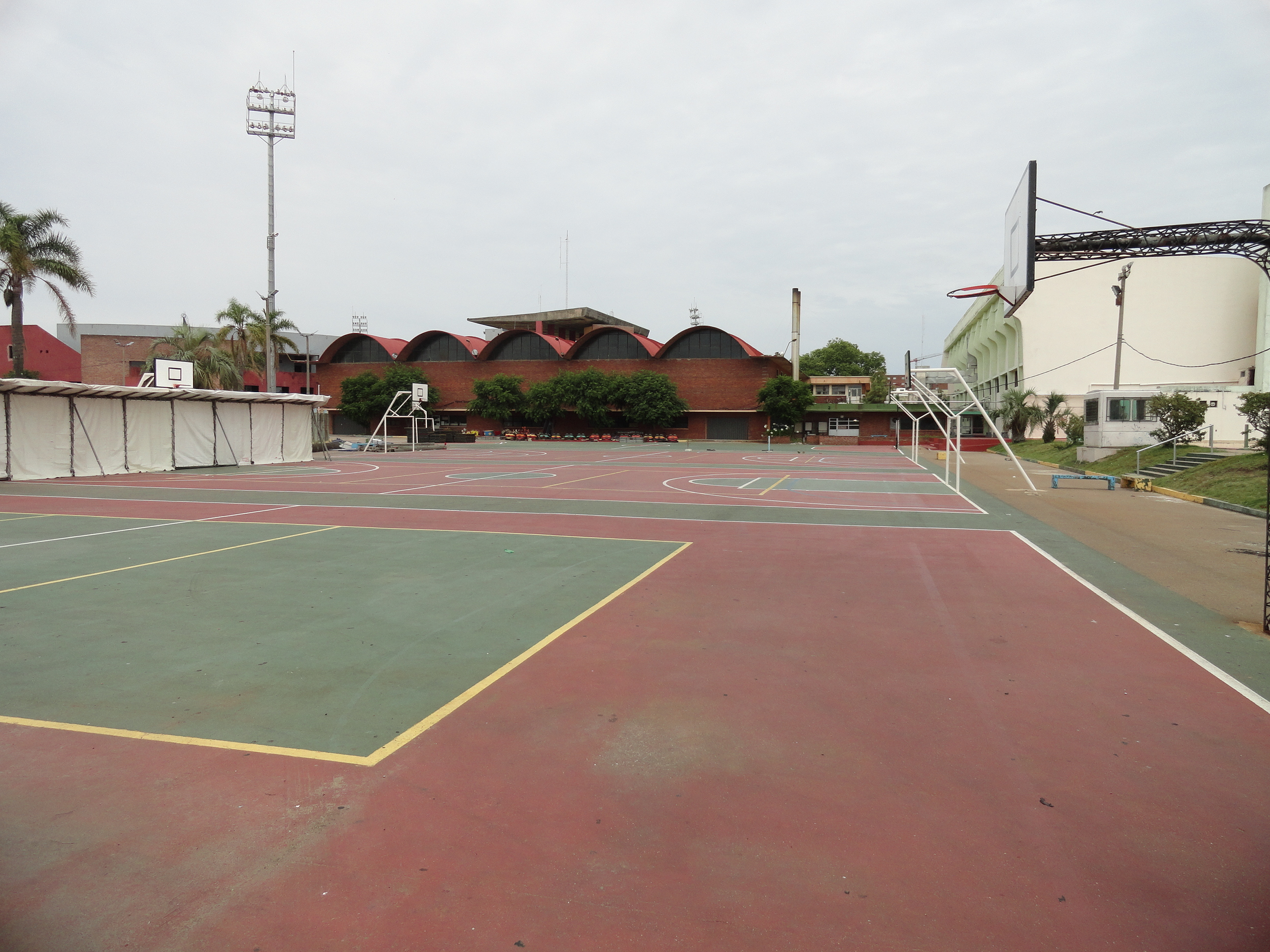
Canchas de básquet
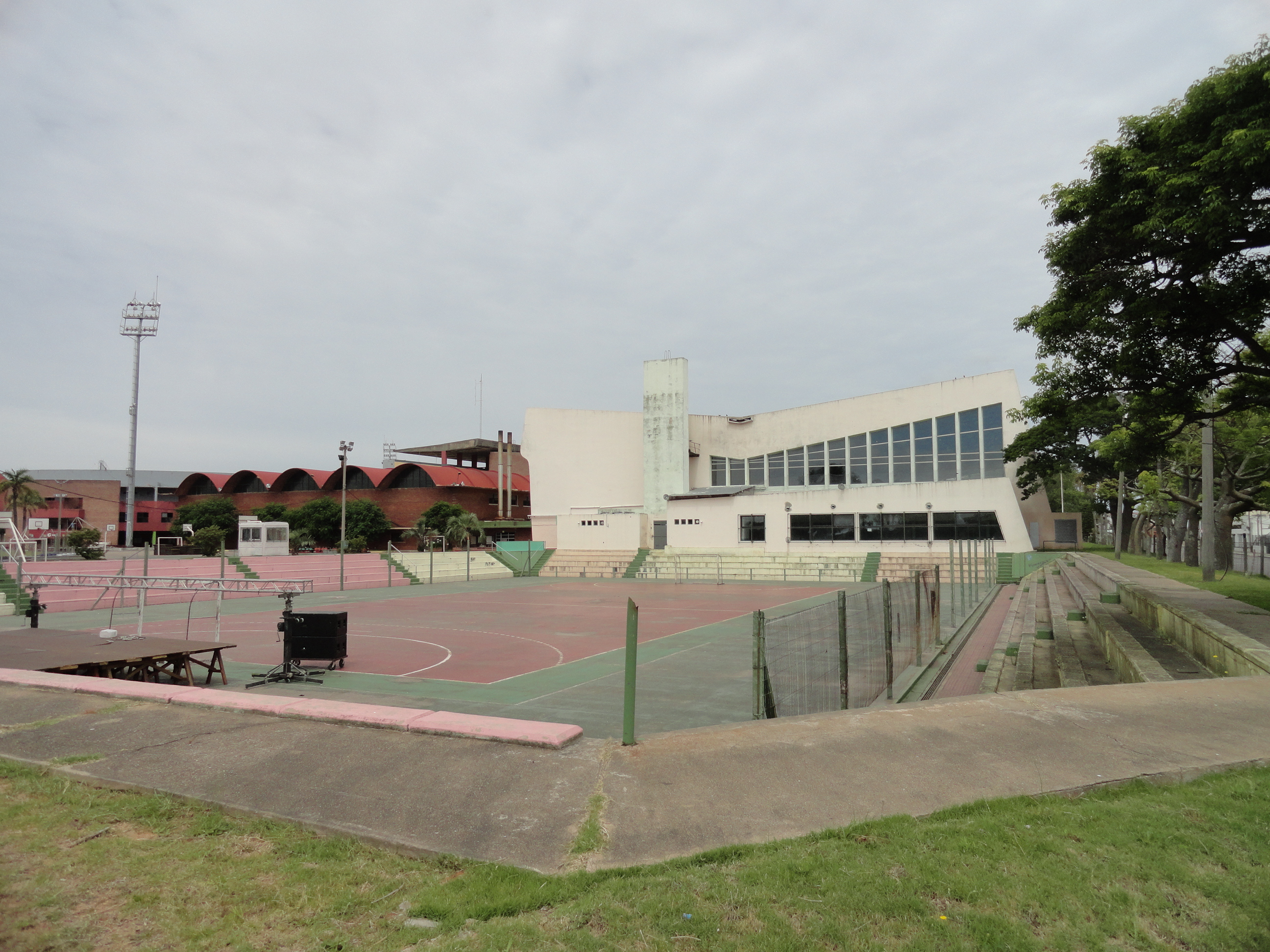
Cancha de handball

| Fecha | Torneo                                           | Disciplina | Partidos | Organización                |
| ----- | ------------------------------------------------ | ---------- | -------- | --------------------------- |
| 1995  | Copa América 1995                                | Fútbol     | 5        | Conmebol                    |
| 1999  | Campeonato Sudamericano Sub-17 de 1999           | Fútbol     | 10       | Conmebol                    |
| 2003  | Campeonato Sudamericano Sub-20 de 2003           | Fútbol     | 9        | Conmebol                    |
| 2008  | III Seven Sudamericano Masculino 2008            | Rugby      | 18       | CONSUR                      |
| 2015  | Campeonato Sudamericano de Fútbol Sub-20 de 2015 | Fútbol     | 10       | Conmebol                    |
| 2016  | Americas Rugby Championship 2016                 | Rugby      | 1        | Asoc. Panamericana de Rugby |
| 2016  | Copa Mundial de Padbol 2016                      | Padbol     | 46       | Padbol                      |
| 2018  | Copa Mundial Femenina de Fútbol Sub-17 de 2018   | Fútbol     | 6        | FIFA                        |